# Dayton (Wyoming)
Dayton és una població dels Estats Units a l'estat de Wyoming. Segons el cens del 2000 tenia 678 habitants.

## Demografia
Segons el cens del 2000, Dayton tenia 678 habitants, 277 habitatges, i 186 famílies. La densitat de població era de 557 habitants/km².
Dels 277 habitatges en un 32,1% hi vivien nens de menys de 18 anys, en un 55,6% hi vivien parelles casades, en un 9,4% dones solteres, i en un 32,5% no eren unitats familiars. En el 27,4% dels habitatges hi vivien persones soles l'11,2% de les quals corresponia a persones de 65 anys o més que vivien soles. El nombre mitjà de persones vivint en cada habitatge era de 2,41 i el nombre mitjà de persones que vivien en cada família era de 2,95.
Per edats la població es repartia de la següent manera: un 26,7% tenia menys de 18 anys, un 5,6% entre 18 i 24, un 24,2% entre 25 i 44, un 28,6% de 45 a 60 i un 14,9% 65 anys o més.
L'edat mediana era de 41 anys. Per cada 100 dones de 18 o més anys hi havia 95,7 homes.
La renda mediana per habitatge era de 36.597 $ i la renda mediana per família de 41.500 $. Els homes tenien una renda mediana de 30.909 $ mentre que les dones 18.056 $. La renda per capita de la població era de 16.389 $. Entorn del 4% de les famílies i el 7% de la població estaven per davall del llindar de pobresa.

## Poblacions properes
El següent diagrama mostra les poblacions més properes.